# Quim Gutiérrez
Joaquim (dit Quim) Gutiérrez, né le 27 mars 1981 à Barcelone, est un acteur espagnol.
Pour son rôle dans Azul, il remporte le Prix Goya du meilleur espoir masculin en 2007.

## Filmographie

### Cinéma

#### Longs métrages
- 2006 : Sin ti de Raimon Masllorens
- 2006 : Azul de Daniel Sánchez Arévalo
- 2008 : Sangre de mayo de José Luis Garci
- 2010 : Una hora más en Canarias de David Serrano
- 2011 : Primos de Daniel Sánchez Arévalo
- 2011 : Inside (La cara oculta) d'Andrés Baiz
- 2012 : Todo es silencio de José Luis Cuerda
- 2013 : Les Derniers Jours (Los últimos días) de David Pastor et Àlex Pastor
- 2013 : La Gran familia española de Daniel Sánchez Arévalo
- 2014 : Les Yeux jaunes des crocodiles de Cécile Telerman
- 2015 : Sexo Fàcil, Peliculas Tristes d'Alejo Flah
- 2015 : Anacleto : Agento Secreto de Javier Ruiz Caldera
- 2016 : Wùlu de Daouda Coulibaly
- 2017 : Abracadabra de Pablo Berger
- 2020 : Je t'aime, imbécile ! (Te quiero, imbécil) de Laura Mañá
- 2021 : Madeleine Collins d'Antoine Barraud : Abdel
- 2021 : Jungle Cruise de Jaume Collet-Serra
- 2023 : L'Île rouge de Robin Campillo

#### Courts métrages
- 1995 : Abran las puertas de Enric Miró
- 2004 : La caída de la casa Usher de Toni López Robles
- 2007 : Traumatologie de Daniel Sánchez Arévalo
- 2010 : (Uno de los) primos de Daniel Sánchez Arévalo

### Télévision

#### Téléfilm
- 2004 : Virginia, la monaca di Monza d'Alberto Sironi

#### Séries télévisées
- 1994 : Poble Nou (193 épisodes)
- 1995 : Rosa (saison 1, épisode 1)
- 1996 : Rosa, punt i a part (63 épisodes)
- 2000-2005 : El cor de la ciutat
- 2004 : Majoria absoluta (saison 4, épisode 11)
- 2006-2007 : Genesis : L'Origine du crime (22 épisodes)
- 2011 : El precio de la libertad (saison 1, épisode 1 et 2)
- 2019-2021 : Le voisin : Javier
- 2023 : Dévoré par les flammes : Albert López

## Distinctions
- 2006 : Lauréat du prix lors des Goya Awards du meilleur nouvel acteur dans un drame pour Azul (2006) partagé avec Antonio de la Torre.
- 2006 : Nommé au prix lors des Butaca Awards du meilleur acteur dans un film Catalan dans un drame pour Azul (2006).
- 2007 : Nommé au prix lors des Spanish Actors Union de la révélation masculine dans un drame pour Azul (2006).
- 2007 : Lauréat du prix lors des Turia Awards du meilleur nouvel acteur dans un drame pour Azul (2006).
- 2007 : Lauréat du prix lors de la 21e cérémonie des Goyas du meilleur espoir masculin pour Azul (2006).
- 2007 : Lauréat du prix lors des Premios ACE du meilleur nouvel acteur dans un drame pour Azul (2006).
- 2007 : Lauréat du prix lors des Sant Jordi Awards du meilleur acteur Espagnol dans un drame pour Azul (2006).
- 2007 : Lauréat du prix lors des Sant Jordi Awards du meilleur acteur Espagnol dans un drame romantique pour Sin ti (2006).
- 2008 : Lauréat du prix lors des Atv Awards du meilleur acteur dans un drame pour Traumatologie (2007).
- 2012 : Nommé au prix lors des Atv Awards du meilleur acteur dans une mini-série pour El precio de la libertad (2011).
- 2014 : Nommé au prix lors des Fotogramas de Plata du meilleur acteur dans une comédie pour La gran familia española (2013).